# Мезодерма
Мезодермата е характерна за всички представители на Bilateria и е един от трите зародишни листа (пласт, слой) наблюдаван в развитието на ранния ембрион. Другите два са ектодерма (външен лист) и ендодерма (вътрешен лист), като мезодермата е междинен слой.

## Латерална мезодерма
Латералната мезодерма се намира в периферията на ембриона.
Разделя се на два слоя, соматичен и висцерален:
- Соматичния слой формира бъдещата телесна стена.
- Висцералния слой формира съдовата система и чревната стена.

Пространствата около латералната мезодерма се затварят и се формира ембрионалния целом. Това се извършва под влиянието на BMP-4, секретиран от ектодермата.

## Парааксиална мезодерма
Парааксиалната мезодерма е част от мезодермата, която се образува странично, непосредствено от двете страни на нервната тръба.
В предната си част се развива в сометомери, а в задната в сомити.
От нея се развиват соматомерите, сомитите и мезодермата на бранхиалната арка.
- Сомитите дават началото на гръбначния стълб, скелетната мускулатура и дермата.
- Бранхиалната арка се развива в лицеви мускули, хрущяли и други структури.

## Междинна мезодерма
Междинната мезодерма или междинен мезенхим е вид мезодерма, която е локализирана между парааксиалната мезодерма и латералната мезодерма.
Дава началото на части от урогениталната система (бъбрек и гонади). Различава се от латералната мезодерма по липсата на рецепрори за BMP-4, секретиран от ектодермата.